# Nicole Ari Parker
Nicole Ari Parker Kodjoe (Baltimore, 7 oktober 1970) is een Amerikaans actrice en voormalig fotomodel.

## Loopbaan
Ze werd in 1998 genomineerd voor een Screen Actors Guild Award, samen met de gehele cast van de dramafilm Boogie Nights. Daarnaast  werd ze in zowel 2001, 2002, 2003, 2004 als 2005 genomineerd voor een Image Award voor haar rol als Teri Joseph in de dramaserie Soul Food, waarbij in 2000 ook haar rol in de dramafilm Remember the Titans meewoog en in 2002 die in de romantische komedie Brown Sugar. Parker debuteerde in 1995 op het witte doek als Evie Roy in The Incredibly True Adventure of Two Girls in Love.

## Filmografie
*Exclusief 5+ televisiefilms
- How It Ends (2018)
- Almost Christmas (2016)
- Repentance (2013)
- 35 and Ticking (2011)
- Pastor Brown (2009)
- Imagine That (2009)
- Black Dynamite (2009)
- Welcome Home, Roscoe Jenkins (2008)
- King's Ransom (2005)
- Brown Sugar (2002)
- Remember the Titans (2000)
- Dancing in September (2000)
- Blue Streak (1999)
- A Map of the World (1999)
- Harlem Aria (1999)
- Loving Jezebel (1999)
- Mute Love (1999)
- 200 Cigarettes (1999)
- The Adventures of Sebastian Cole (1998)
- Spark (1998)
- Boogie Nights (1997)
- The End of Violence (1997)
- Stonewall (1995)
- The Incredibly True Adventure of Two Girls in Love (1995)

## Televisieseries
*Exclusief eenmalige gastrollen
- I'm Dying Up Here - Gloria (2018, vijf afleveringen)
- Empire - Giselle (2017-2018, vijf afleveringen)
- Time After Time - Vanessa Anders (2017, twaalf afleveringen)
- Rosewood - Kat (2015-2016, zeven afleveringen)
- Murder in the First - Jacqueline Perez (2014, negen afleveringen)
- Revolution - Justine Allenford (2013, acht afleveringen)
- The Deep End - Susan Oppenheim (2010, zes afleveringen)
- Second Time Around - Ryan Muse (2004-2005, dertien afleveringen)
- Soul Food - Teri Joseph (2000-2004, 74 afleveringen)
- The System - Linda Evans (2003, negen afleveringen)
- Cosby - Rebecca (1999-2000, drie afleveringen)

## Privé
Parker trouwde in 2001 met Joseph Falasca, maar het huwelijk strandde datzelfde jaar nog. In mei 2005 hertrouwde ze, met acteur Boris Kodjoe. Met hem kreeg ze twee maanden voor hun huwelijk dochter Sophie Tei Naaki Lee en in 2006 zoon Nicolas Neruda Kodjoe. Parker heeft zelf geen broers of zussen.